# Lamtoana hoslundiae
Lamtoana hoslundiae är en insektsart som beskrevs av Einyu och M. Firoz Ahmed 1983. Lamtoana hoslundiae ingår i släktet Lamtoana och familjen dvärgstritar.
Artens utbredningsområde är Uganda. Inga underarter finns listade i Catalogue of Life.